# Plesungan (Gondangrejo)
Plesungan is een bestuurslaag in het regentschap Karanganyar van de provincie Midden-Java, Indonesië. Plesungan telt 9469 inwoners (volkstelling 2010).